# Sozonte
San Sozonte, vero nome Farasio (III secolo – 7 settembre tra il 284 ed il 305), è stato un martire cristiano, ricordato come santo dalla Chiesa cattolica il 7 settembre.

## Biografia

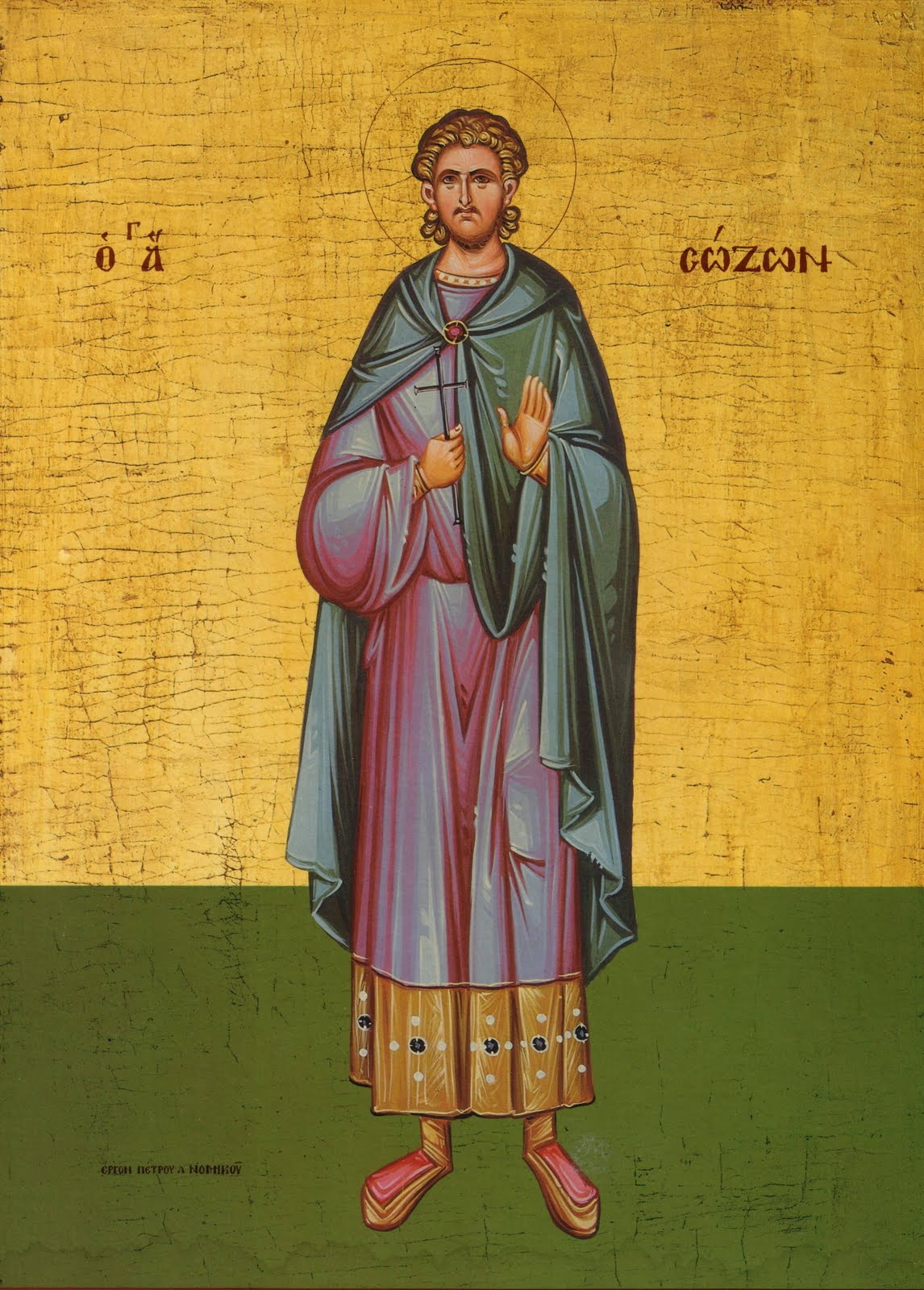
Santo Martire sotto l'impero di Diocleziano

Originario della Cilicia, provincia romana dell'Asia Minore, era un giovane pastore, che si convertì al Cristianesimo e si scagliò contro gl'idoli pagani e ne infranse alcuni in oro e in altri metalli preziosi distribuendoli ai poveri. Ritenuto dai Romani sovversivo e pericoloso, fu torturato. Gli fu offerta la possibilità di salvarsi la vita, dietro un atto di abiura, ma egli rifiutò. Secondo quanto è riportato nel Martirologio, fu condannato a morte colpito da una pioggia di frecce, ma i dardi che colpivano il suo corpo si piegavano senza nemmeno scalfirlo. Fu calato nell'olio bollente senza nessun esito; fu infine condannato al rogo, morì il 7 settembre di un anno tra il 284 e il 305, durante l'impero di Diocleziano.

## Culto
Il suo culto si diffonde in tutte le provincie dell'impero romano d'Oriente; il più grande ed importante monastero dedicato al santo martire in Occidente è quello fondato tra il VII e l'VIII secolo a San Sosti (Άγιος Σώστης), in provincia di Cosenza, dai monaci bizantini in fuga dalla Grecia a causa delle persceuzioni iconoclaste scatenate da Leone III Isaurico.
Di questo monastero, fornito di un importante scriptorium, si possono visitare i ruderi che si conservano lungo la strada che conduce al Santuario della Madonna del Pettoruto (Laurent G. "De Liber Visitationes", Citè du Vatican).